# بني هبة (مناخة)
بني هبة هي إحدى قرى عزلة الاغمور بمديرية مناخة التابعة لمحافظة صنعاء، بلغ تعداد سكانها 346 نسمة حسب تعداد اليمن لعام 2004.</ref>